# Liste der Monuments historiques in Melz-sur-Seine
Die Liste der Monuments historiques in Melz-sur-Seine führt die Monuments historiques in der französischen Gemeinde Melz-sur-Seine auf.

## Liste der Objekte
| Bezeichnung | Beschreibung          | Standort                     | Kennzeichnung | Schutzstatus | Datum | Bild |
| ----------- | --------------------- | ---------------------------- | ------------- | ------------ | ----- | ---- |
| Glocke      | Bronze, 1570 gegossen | in der Kirche St-Phal (Lage) | PM77001121    | Classé       | 1942  |      |